# Silas de Oliveira
Silas de Oliveira (Rio de Janeiro, 4 de outubro de 1916 — Rio de Janeiro, 20 de maio de 1972) foi um compositor e sambista brasileiro.

## Biografia
Desde menino frequentou as rodas de samba, apesar da resistência do pai, que era pastor protestante e via a samba sociedade uma ‘manifestação do diabo’. O pai, dono do Colégio Assumpção, arrumou uma vaga de professor para o filho, tão logo ele concluiu o Científico. Ele pretendia que, com a profissão, o filho abandonasse o gosto pela música.
Silas dava aulas de Português, quando começou a namorar uma das alunas, a jovem Elaine dos Santos. Nessa época também fez amizade com o jornaleiro Mano Décio da Viola, que se tornaria seu maior parceiro. Pelas mãos de Elaine e de Mano Décio, Silas sobe os morros cariocas atrás de rodas de samba. Com os dois, frequenta também os tradicionais pagodes nas casas das tias baianas, regados a muita bebida, comida e batucada. Seu talento como compositor começa a se revelar, ainda que timidamente. As visitas a estes locais passam a ser cada vez mais constantes e não tarda para que Silas passe a ser considerado como ‘gente da casa’ nos redutos de samba.
Em 1942, durante a juventude, serviu no 7º Grupo de Artilharia de Dorso (Campinho), e estava no navio mercante Itagiba, afundado em 17 de agosto, pouco antes da entrada do Brasil na Segunda Guerra Mundial. Muitos jovens da região de Madureira morreram neste incidente, porém Silas sobreviveu para construir mais tarde sua carreira como sambista.
Em 1946, Silas de Oliveira e Mano Décio compõem o samba-enredo ‘Conferência de São Francisco’ ou ‘A Paz Universal’, para a escola de samba Prazer da Serrinha, agremiação carnavalesca da qual faziam parte. Seguindo o decreto oficial do então Presidente da República Getúlio Vargas que exigia que as escolas desfilassem com temáticas nacionalistas em seus enredos.
Porém, o presidente da Prazer da Serrinha, Alfredo Costa, não aceita a inovação - o samba-enredo obrigatório - e cancela sua apresentação no momento do desfile, o que gerou revolta nos compositores e culminou na fundação do Império Serrano, dias depois. Silas de Oliveira integra a nova escola desde seu primeiro desfile, tornando-se reconhecido como um dos grandes compositores de samba enredo para a escola de samba de Madureira.
Sagrou-se campeão no carnaval de 1948. No ano seguinte, Mano Décio também aderiu à nova agremiação. Entre 1949 e 1951 o samba-enredo vitorioso no Império Serrano trouxe a assinatura de Silas, de Mano Décio ou dos dois. Em 1955 e 1956, mais duas vitórias da dupla na escolha do samba-enredo da escola: ‘Exaltação a Caxias’ e ‘O Caçador de Esmeraldas’.
Silas dedicou 28 anos de sua vida ao Império Serrano e nesse período fez 16 sambas-enredo para a escola, dos quais 14 foram apresentados no desfile oficial. Quando o amigo Mano Décio foi para a Portela, a dupla se desfez. Mas Silas continuou compondo para a Verde-e-Branco de Madureira, muitos sambas que tornaram-se clássicos do gênero, como ‘Aquarela Brasileira’ (1964), ‘Os Cinco Bailes da História do Rio’ – em parceria com Dona Ivone Lara e Bacalhau (1965), ‘Glórias e Graças da Bahia’ – com Joacir Santana (1966) e ‘Pernambuco, Leão do Norte’, com o qual enfrentou – e venceu – o antigo parceiro Mano Décio da Viola, que retornava à escola, em 1968. A última parceria dos dois grandes sambistas foi em 1969 com ‘Heróis da Liberdade’, num ano em que o jeito de fazer samba-enredo passava por grandes modificações, sobretudo no andamento acelerado, lembrando marcha carnavalesca.
Mano Décio e Silas de Oliveira não se adaptaram a essa nova postura, pois acreditavam que essa mudança era responsável pelo empobrecimento do samba-enredo. Silas ainda tentou adaptar-se aos novos tempos, mas sua influência no Império Serrano já não era a mesma. Nos últimos anos de vida Silas deixou de se envolver com os desfiles da escola, limitando-se a frequentar rodas-de-samba, onde, na sua concepção, o ambiente era mais tranquilo.

### Morte
No dia 20 de maio de 1972, Silas de Oliveira foi a uma roda de samba, pensando arranjar dinheiro para matricular uma de suas filhas no vestibular. No momento em que cantava ‘Os Cinco Bailes da História do Rio’, sofreu um infarto fulminante. Morreu no terreiro, onde passou a maior parte de sua vida.
Em 1974 a escola de samba Imperatriz Leopoldinense apresentou o enredo "Réquiem por um sambista, Silas de Oliveira", em honra ao compositor. Silas acompanhou de perto a fundação desta escola, cuja madrinha é o Império Serrano.

## Legado
Entre seus sambas destacam-se:
- "Heróis da liberdade" (1969), em parceria com Mano Décio da Viola e Manoel Ferreira
- "Pernambuco, Leão do Norte" (1968)
- "Glória e graça da Bahia" (1966), em parceria com Joacyr Santana
- "Os Cinco Bailes da História do Rio" (1965), em parceria com Dona Ivone Lara e Bacalhau
- "Aquarela Brasileira" (1964)